# Mulino, Oregon
Mulino, Oregon (енгл. Mulino) насељено је место без административног статуса у америчкој савезној држави Орегон.

## Демографија
По попису из 2010. године број становника је 2.103.
| Група             | 2000.    | 2010.         |
| Белци             | 0 (0,0%) | 1.978 (94,1%) |
| Афроамериканци    | 0 (0,0%) | 5 (0,2%)      |
| Азијати           | 0 (0,0%) | 9 (0,4%)      |
| Хиспаноамериканци | 0 (0,0%) | 58 (2,8%)     |
| Укупно            | 0        | 2.103         |